# Tutta Rolf
Tutta Rolf, nata Solveig Jenny Berntzen (Oslo, 7 ottobre 1907 – Los Angeles, 26 ottobre 1994), è stata un'attrice norvegese naturalizzata svedese.

## Vita privata
Dal 1930 al 1932 è stata sposata con l'attore e cantante Ernst Rolf. In seconde nozze si è sposata con il regista statunitense Jack Donohue; matrimonio durato dal 1936 al 1950. Si è poi risposata nel 1953 con l'attore, regista e produttore Hasse Ekman, a cui è stata legata fino al 1972. Ha avuto due figli, Tom Rolf, montatore (1931-2014) e Jill Donohue, attrice.

## Filmografia parziale
- Fasters millioner, regia di Gustaf Molander (1934)
- Gli Swedenhielms (Swedenhielms), regia di Gustaf Molander (1935)
- Sara lär sig folkvett, regia di Gustaf Molander (1937)